# Shareaza
Shareaza è un client peer-to-peer disponibile per il sistema operativo Microsoft Windows.
La sua caratteristica principale è la capacità di ricercare e scaricare file da più reti contemporaneamente, utilizzando tutte le reti e protocolli contemporaneamente come sorgenti per un download.
Shareaza è in grado di collegarsi alle reti Gnutella, Gnutella2, eDonkey2000, e di utilizzare i protocolli BitTorrent, HTTP, FTP e EFTP; supporta differenti URI (Uniform Resource Identifier) tra cui gli URN (Uniform Resource Name) conosciuti come magnet link, eD2k link, Piolet link, BTIH (BitTorrent Info Hash) e gli adesso deprecati Gnutella link.
Shareaza è stata la prima applicazione ad implementare il supporto per gli hash TigerTree e a rendere possibile un torrent decentralizzato.
Shareaza è tradotto in ben 27 lingue, fra cui l'italiano.

## Sviluppo
Verso la fine del 2002, con la versione 1.8.0.0 il suo sviluppatore originale introdusse la rete Gnutella2,  una versione evoluta della rete Gnutella ed in seguito la rete eDonkey2000 e il protocollo BitTorrent, con la versione 1.8.8.0.
La differenza principale nei protocolli usati dalla rete Gnutella2 era la struttura dei pacchetti di comunicazione, resi modulari e facilmente estendibili e il sistema di ricerca che passava dalla tecnica del flooding a quella del walking, spostando il peso della ricerca verso il client che la originava. Le motivazioni principali della creazione della rete Gnutella2 sono la lentezza con cui venivano introdotte le innovazioni tecnologiche in Gnutella. Alcuni sviluppatori di client per la rete Gnutella (Bearshare, LimeWire, XoloX e altri) criticarono pesantemente la scelta. Le critiche si incentrarono sulla scelta del nome della nuova rete e sulle velleità dello sviluppatore.  I denigratori del nome Gnutella2 si riferiscono a essa con 'il protocollo di Mike' o 'MP'. Un modo neutrale per riferirsi alla rete, utilizzato per evitare le polemiche sul nome, è 'G2'.  L'unico a schierarsi a difesa delle scelte di Michael Stokes fu John Marshal sviluppatore di Gnucleus e di GnucDNA che più tardi aggiunse il supporto di Gnutella2 a GnucDNA.
Da allora Gnutella2 ha raggiunto una dimensione cospicua,  ed è ora supportata da Shareaza, MLDonkey, Adagio, da tutti i client basati su GnucDNA come Gnucleus e Morpheus e da altre applicazioni.
La versione 2.0.0.0 del 01/06/2004 è stata distribuita sotto la licenza GNU GPL.
I sorgenti sono disponibili dal sito e su sourceforge. Per gli sviluppatori interessati, il CVS con tutte le revisioni del codice dalla versione 2.0.0.0 è disponibile su Sourceforge. Shareaza è sviluppata utilizzando Microsoft Visual Studio .NET 2003, in linguaggio C/C++ e MFC e ATL. Attualmente la versione di sviluppo (2.2.3 beta) utilizza anche la libreria Boost.
Le intenzioni dichiarate degli sviluppatori attuali sono quelle di ridurre il più possibile i vincoli imposti al programma dall'utilizzo di MFC e ATL, in modo da facilitare il porting di Shareaza verso altri sistemi operativi e verso GUI multi-piattaforma basate su programmi open source come GTK o WxWidget. Questo renderebbe non necessario l'utilizzo di Microsoft Visual Studio come piattaforma di sviluppo.

## Cambio di dominio
Dal 19 dicembre 2007 il dominio shareaza.com non è più sotto il controllo del team di sviluppo, ma propone una versione 4.0 di Shareaza. Tale versione non è realizzata dagli sviluppatori del software originale, che la ritengono una truffa, violando la GNU GPL e avendo un comportamento da spyware. A seguito di questo evento, gli sviluppatori si sono trasferiti sul dominio shareaza.sourceforge.net, da dove portano avanti la loro battaglia contro la Discordia Ltd., società che gestisce il vecchio dominio, che il 10 gennaio 2008 ha depositato presso l'ufficio brevetti statunitense una domanda per registrare il marchio Shareaza ma dalla società Discordia Ltd, ovvero dai produttori di iMesh, di cui infatti Shareaza 4.0 è il clone, leggermente modificato.
Dopo il passaggio dell'intero progetto al dominio www.pantheraproject.net e il rinnovamento della veste grafica del sito, il 12 gennaio 2009 anche questo dominio è stato occupato dal team di Discordia Ltd.
L'unica pagina ufficiale dei progettisti del primo software Shareaza è ospitato da Sourceforge, da cui scaricare il vero programma giunto alla versione 2.7.10.2.